# Mark Tami

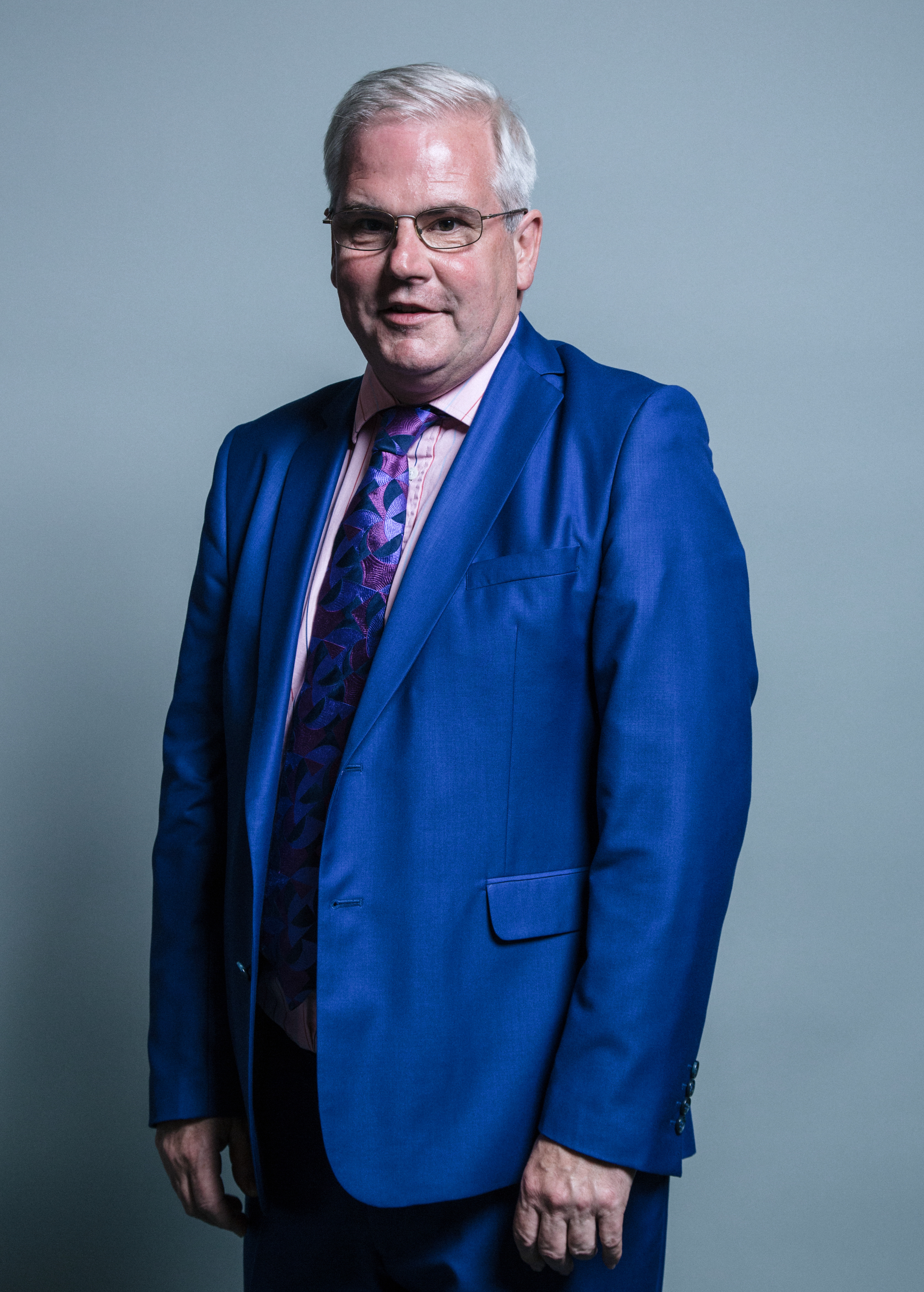
Mark Tami (2010)

Mark Richard Tami (* 3. Oktober 1962 in Enfield) ist ein walisischer Politiker der Labour Party. Er ist seit 2001 Abgeordneter im House of Commons.

## Familie, Ausbildung und beruflicher Werdegang
Geboren in Ensfield Town, erhielt Tami seine schulische Ausbildung an der Enfield Grammar School. Hieran schloss sich ein Studium der Geschichte an der Swansea University an. Vor seiner Wahl ins House of Commons arbeitete er für Amicus, der, bis zu ihrer Auflösung im Jahr 2007, zweitgrößten Gewerkschaft im Vereinigten Königreich. Tami ist mit Sally Daniels verheiratet. Die beiden heirateten 1994 in Bromley und haben zwei Söhne. Mit seiner Familie lebt Tami in Llanfynydd, Wales.

## Politische Karriere
Nachdem Barry Jones 2001 bekannt gab, nicht mehr für seinen Sitz im Unterhaus kandidieren zu wollen trat Tami bei den Unterhauswahlen 2001 im Wahlkreis Alyn and Deeside als Kandidat der Labour Party an. Er erreichte 18.525 Stimmen oder 52,3 % und setzte sich damit deutlich gegen den zweitplatzierten Kandidaten der Conservative Party, Mark Isherwood durch. In der Legislaturperiode bis 2005 gehörte Tami dem Ausschuss für Nordirlandfragen an, dessen Aufgabe die Überwachung des Northern Ireland Office ist. Nachdem er bei den Wahlen 2005 im Amt bestätigt wurde, wurde er zum Mitglied des Joint Committee on Tax Law Rewrite Bills ernannt. Dieser gemeinsame Ausschuss des Ober- und des Unterhauses hat die Aufgabe, die Steuergesetzgebung im Vereinigten Königreich zu vereinfachen. Am 6. September 2006 trat er von seinem Posten als Parlamentarischer Privatsekretär von Dawn Primarolo zurück. Hintergrund war die Weigerung Tony Blairs einen Termin für seinen Rückzug als Premierminister zu nennen. Im Jahr 2007 gehörte er zudem kurzfristig dem gemeinsamen Ausschuss für Menschenrechte an. Im Zuge der von Gordon Brown im Oktober 2008 vorgenommenen Kabinettsumbildung wurde Tami zum Whip ernannt. Seit seiner Wiederwahl 2010 gehört er dem Auswahlausschuss und seit 2012 zudem dem Verwaltungsausschuß an.

## Mitgliedschaften
Tami gehörte vor seiner Wahl zum Abgeordneten dem Trades Union Congress an. Er engagiert sich in der Fabian Society.

## Publikationen
- Votes for all : compulsory participation in elections. Fabian Society, London 2000, ISBN 0-7163-3050-4.